# 味野和明日架
味野和 明日架（みのわ あすか、1996年12月19日 - ）は、日本の子役、モデル。栃木県出身。血液型はA型。ファイブ☆エイト所属。

## 出演作品

### 映画
- 爆竜戦隊アバレンジャー DELUXE アバレサマーはキンキン中!（2003年） - マホロ（少女時代） 役
- カナリア（2004年） - 岩瀬朝子 役
- Jam Films S 「Tuesday」（2005年）

### テレビ
- ナースマンスペシャル（2004年）
- 19borders（2004年 - 2005年）
- 魔法戦隊マジレンジャー 第4話「魔人の王様 〜マージ・ジルマ・マジ・ジンガ〜」（2005年）- 少女 役
- 涙そうそう この愛に生きて（2005年） - 小田貴子（幼少期） 役

### CM
- バンダイ キッズステーション PSソフト〜セーラームーンバージョン〜（2001年）※デビュー作[2]
- カルピス味の素ダノン プチダノン（2003年 - 2004年）
- トミーダイレクト チョウチョがでるゾウ・プレイ・ドー（2003年）
- 日本マクドナルド ハッピーセット（2003年）
- 羅羅屋 ララちゃんランドセル（2004年 - 2005年）
- キャノン セルフィー（2006年）
- コスモテクノコーポレーション ポリマックス（2006年）
- 東海漬物 きゅうりのキューちゃん（2008年）
- トヨタ自動車

### スチール
- 新美容出版 七五三（2001年）
- 京王百貨店 新一年生（2004年）
- 千趣会
- 総務省
- 富士通